# Cheyletiella blakei
Cheyletiella blakei (deutsch gelegentlich als „Katzenpelzmilbe“ oder „Katzenraubmilbe“ bezeichnet) ist eine Art der Milben der Gattung Cheyletiella, die bei Katzen im Fell parasitiert und die Cheyletiellose auslöst. Die 0,4 bis 0,5 mm lange Milbe besitzt kräftige Pedipalpen mit einwärts gebogenen Krallen. Von anderen Cheyletiellen unterscheidet sich Cheyletiella blakei durch das konisch geformte Solenidion am Knie des ersten Beinpaars. Zudem trägt der Hinterleib (Hysterosoma) keine Schildchen. Die Milbe ruft bei der Katze meist nur eine geringgradige Hautentzündung aus. Sie kann aber auch auf den Menschen übergehen und hier ein stark juckendes Ekzem verursachen, dessen Ursache wegen der nur sehr kleinen Milben und der Seltenheit häufig nicht sofort erkannt wird.
Die Milbe lebt permanent auf dem Wirt und ernährt sich vor allem von Hautprodukten. Außerhalb des Wirts überlebt sie, in Abhängigkeit von der Außentemperatur, nur 2 bis 10 Tage. Das Weibchen befestigt die Eier mit einem Faden kokonartig an den Haaren. Die Gesamtentwicklung über eine sechsbeinige Larve und zwei Nymphenstadien dauert 18 bis 34 Tage.